# Снейдерс, Петер
Петер Снейдерс (фр. Peter Snijders; род. 14 сентября 1943, Эйндховен, Северный Брабант) — голландский дзюдоист, чемпион и призёр чемпионатов Нидерландов и Европы, призёр чемпионата мира, участник летних Олимпийских игр 1964 года в Токио.

## Карьера
Выступал в средней (до 80 кг), полутяжёлой (до 93 кг) и абсолютной весовых категориях. Чемпион (1964 и 1967 годы) и серебряный призёр (1965, 1969) чемпионатов Нидерландов. Чемпион (1966, 1969) и бронзовый призёр (1964, 1971) чемпионатов Европы. Бронзовый призёр чемпионата мира 1965 года в Рио-де-Жанейро.
На Олимпиаде в Токио Снейдерс победил тайца Пипата Сингсани, вьетнамца Тук Туан Тая, но проиграл представителю ФРГ Вольфгангу Хофманну и завершил выступления, заняв в общем итоге 5-е место.

## Семья
Брат-близнец Ян Снейдерс также является известным дзюдоистом.